# مجلس وزراء غوبلز
مجلس وزراء جوزيف غوبلز هو مجلس الوزراء الذي عينه أدولف هتلر في شهادته السياسية بتاريخ 30 أبريل عام 1945. وعين هتلر كارل دونيتز رئيساً للبلاد لكي يخلفهُ. ولكن لم يدم مجلس الوزراء هذا طويلاً؛ فقد تبعه حكومة فلنسبورغ يوم 2 مايو 1945. وذلك بسبب انتحار جوزيف غوبلز يوم الأول من مايو وتبِعه في ذلك مارتين بورمان في اليوم التالي.

## الحكومة
| الوزارة                    | صورة      | اسم الوزير       |
| -------------------------- | --------- | ---------------- |
| مستشار الرايخ              |           | يوزف غوبلز       |
| وزير الحزب                 |           | مارتين بورمان    |
| الشؤون الخارجية            |           | لوتس فون كروسيغ  |
| الشؤون الداخلية            |           | بول غيزلر        |
| الحرب                      |           | كارل دونيتز      |
| الصناعة والعمل             | غير متاحة | ثيودور هوبفاور   |
| العدل                      |           | أوتو جيورج ثيراك |
| الغذاء                     |           | فالتر فونك       |
| الثقافة                    |           | غوستاف أدولف شيل |
| قائد جبهة العمال الألمانية |           | روبرت لاي        |